# Rhein-Sieg-Express
| Kopfbahnhof Streckenanfang                       | 0   | Aachen Hbf                                       | EST, ICE                                         |
| Bahnhof                                          | 2   | Aachen-Rothe Erde                                | Aachen-Rothe Erde                                |
| ehemaliger Bahnhof                               |     | Eilendorf (bis 12/2009)                          | Eilendorf (bis 12/2009)                          |
| Bahnhof                                          | 10  | Stolberg (Rheinl) Hbf                            | Stolberg (Rheinl) Hbf                            |
| Bahnhof                                          | 13  | Eschweiler Hbf                                   | Eschweiler Hbf                                   |
| ehemaliger Bahnhof                               |     | Nothberg (bis 12/2009)                           |                                                  |
| Bahnhof                                          | 21  | Langerwehe                                       | Langerwehe                                       |
| Bahnhof mit S-Bahn-Halt                          | 31  | Düren                                            | Düren                                            |
| Bahnhof mit S-Bahn-Halt                          | 52  | Horrem                                           | Horrem                                           |
| Bahnhof mit S-Bahn-Halt                          | 67  | Köln-Ehrenfeld                                   | Köln-Ehrenfeld                                   |
| Abzweig geradeaus und ehemals von links          |     | ehem. Zuglauf von Krefeld (bis 12/2003, s. u.)   | ehem. Zuglauf von Krefeld (bis 12/2003, s. u.)   |
| Bahnhof mit S-Bahn-Halt                          | 70  | Köln Hbf                                         | EST, ICE, IC                                     |
| Bahnhof mit S-Bahn-Halt                          | 71  | Köln Messe/Deutz                                 | ICE                                              |
| Bahnhof mit S-Bahn-Halt                          | 80  | Porz (Rhein) (seit 12/2010)                      | Porz (Rhein) (seit 12/2010)                      |
| Bahnhof mit S-Bahn-Halt                          | 90  | Troisdorf                                        | Troisdorf                                        |
| Bahnhof mit S-Bahn-Halt                          | 95  | Siegburg/Bonn                                    | ICE                                              |
| Bahnhof mit S-Bahn-Halt                          | 102 | Hennef (Sieg)                                    | Hennef (Sieg)                                    |
| Bahnhof mit S-Bahn-Halt                          | 114 | Eitorf                                           | Eitorf                                           |
| Bahnhof mit S-Bahn-Halt                          | 121 | Herchen                                          | Herchen                                          |
| Bahnhof mit S-Bahn-Halt                          | 129 | Schladern (Sieg)                                 | Schladern (Sieg)                                 |
| Bahnhof mit S-Bahn-Halt                          | 136 | Au (Sieg)                                        | Au (Sieg)                                        |
| Grenze                                           |     | Landesgrenze Nordrhein-Westfalen/Rheinland-Pfalz | Landesgrenze Nordrhein-Westfalen/Rheinland-Pfalz |
| Bahnhof                                          | 142 | Wissen (Sieg)                                    | Wissen (Sieg)                                    |
| Bahnhof                                          | 154 | Betzdorf (Sieg)                                  | Betzdorf (Sieg)                                  |
| Bahnhof                                          | 156 | Kirchen                                          | Kirchen                                          |
| Bahnhof                                          | 162 | Brachbach                                        | Brachbach                                        |
| Grenze                                           |     | Landesgrenze Rheinland-Pfalz/Nordrhein-Westfalen | Landesgrenze Rheinland-Pfalz/Nordrhein-Westfalen |
| Kopfbahnhof Strecke ab hier außer Betrieb        | 171 | Siegen Hbf                                       | IC                                               |
| Grenze (Strecke außer Betrieb)                   |     | Landesgrenze Nordrhein-Westfalen/Hessen          | Landesgrenze Nordrhein-Westfalen/Hessen          |
| Bahnhof (Strecke außer Betrieb)                  | 196 | Haiger (bis 12/2010)                             | Haiger (bis 12/2010)                             |
| Bahnhof (Strecke außer Betrieb)                  | 203 | Dillenburg (bis 12/2010)                         | Dillenburg (bis 12/2010)                         |
| Bahnhof (Strecke außer Betrieb)                  | 209 | Herborn (Dillkr) (bis 12/2010)                   | Herborn (Dillkr) (bis 12/2010)                   |
| Bahnhof (Strecke außer Betrieb)                  | 232 | Wetzlar (bis 12/2010)                            | Wetzlar (bis 12/2010)                            |
| Kopfbahnhof Streckenende (Strecke außer Betrieb) | 244 | Gießen (bis 12/2010)                             | IC                                               |

| Kopfbahnhof Streckenanfang (Strecke außer Betrieb) |  | Krefeld Hbf                                     | Krefeld Hbf                                     |
| Bahnhof (Strecke außer Betrieb)                    |  | Krefeld-Oppum                                   | Krefeld-Oppum                                   |
| Bahnhof (Strecke außer Betrieb)                    |  | Meerbusch-Osterath                              | Meerbusch-Osterath                              |
| Bahnhof mit S-Bahn-Halt (Strecke außer Betrieb)    |  | Neuss Hbf                                       | IC                                              |
| Bahnhof mit S-Bahn-Halt (Strecke außer Betrieb)    |  | Dormagen                                        | Dormagen                                        |
| Abzweig ehemals geradeaus und von rechts           |  | heutiger Zuglauf von Aachen nach Siegen (s. o.) | heutiger Zuglauf von Aachen nach Siegen (s. o.) |

Der Rhein-Sieg-Express (auch als RSX vermarktet) ist eine Regional-Express-Linie im Schienenpersonennahverkehr der Länder Nordrhein-Westfalen und Rheinland-Pfalz von Aachen über Düren, Köln, Troisdorf, Siegburg und Betzdorf nach Siegen. Er wird von der DB Regio betrieben.
Die jährliche Betriebsleistung auf der Strecke beträgt etwa zwei Millionen Zugkilometer.

## Geschichte

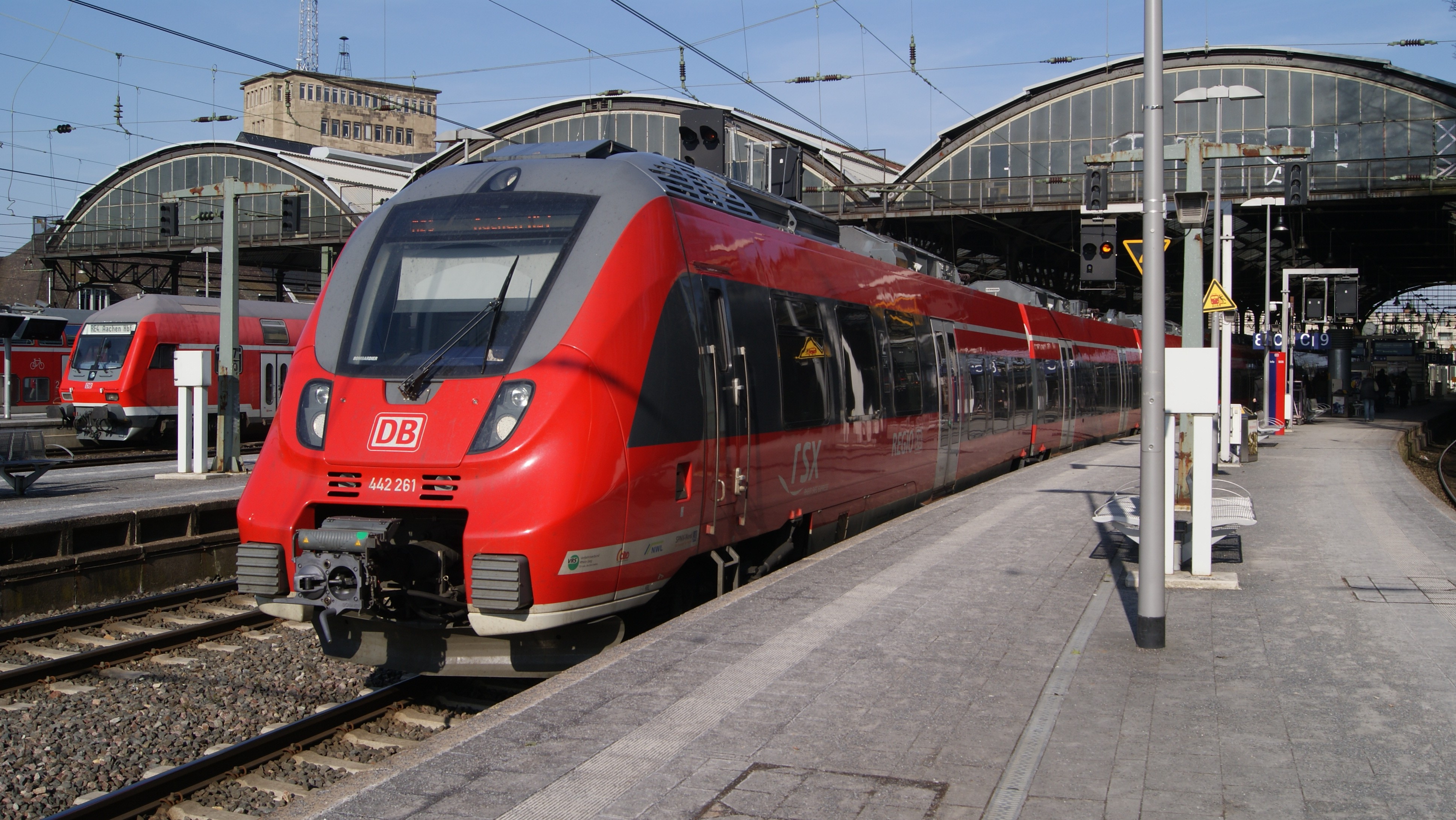
Seit Juni 2012 im Einsatz: Züge des Typs Bombardier Talent 2, hier in Aachen Hbf

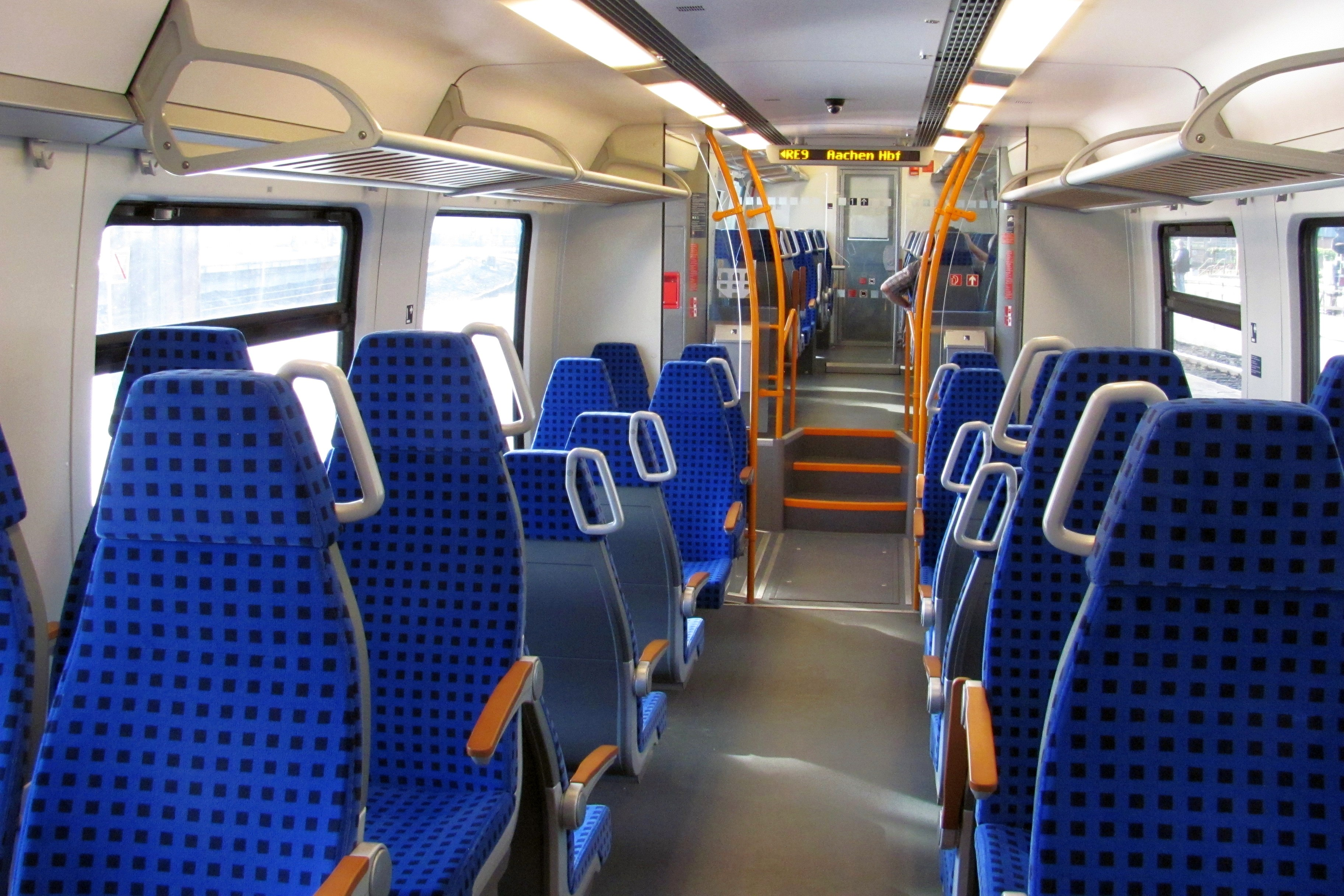
Innenansicht eines RSX-Talent-Triebzuges

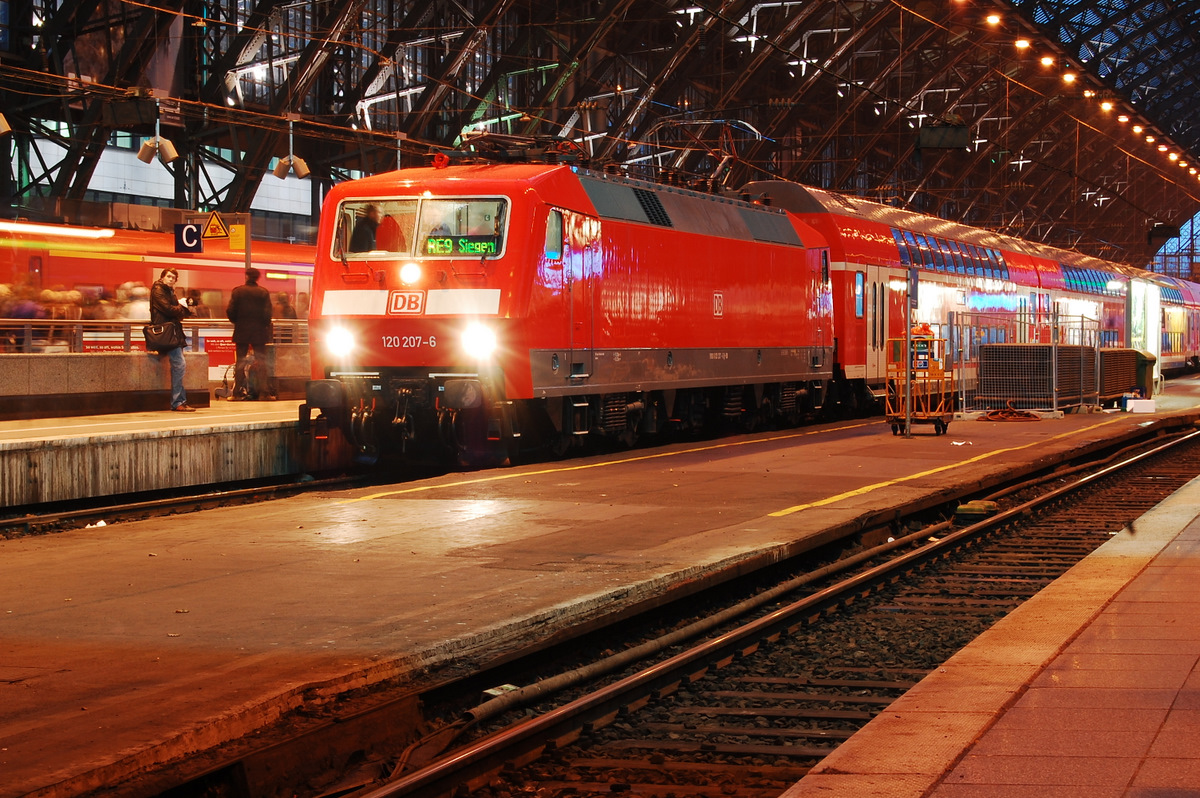
DB-Baureihe 120 mit Doppelstockwagen in Köln Hbf

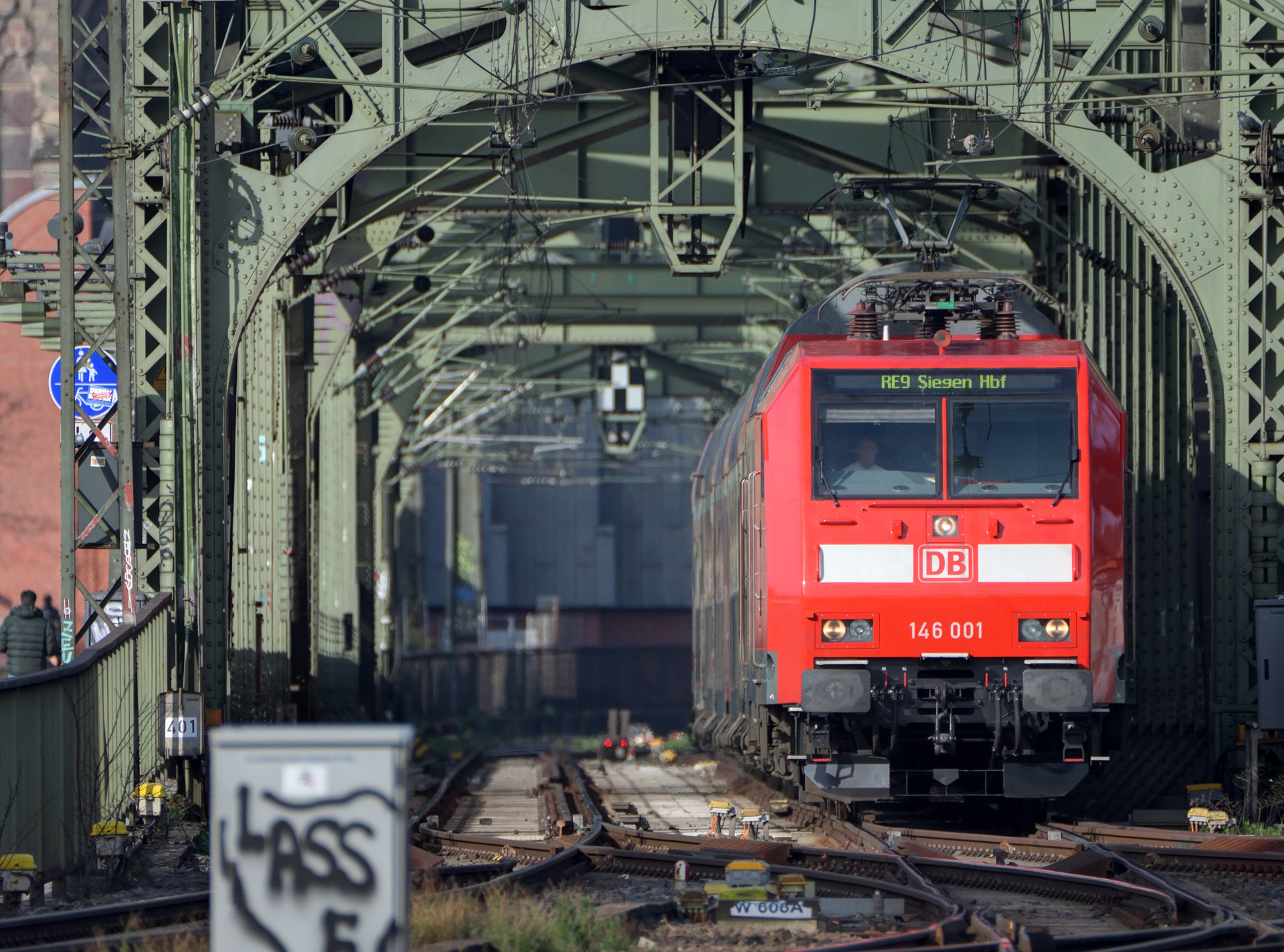
Eine Lokomotive der BR 146 mit dem RSX-Doppelstockzug auf der Hohenzollernbrücke über den Rhein

Der Regionalexpress (RE) 9 existiert unter dem Namen Rhein-Sieg-Express seit Einführung des integralen Taktfahrplans (ITF) in NRW 1998. Vorher wurde eine zuletzt ebenfalls vertaktete Linie mit Eilzügen von Mönchengladbach über Köln, Siegburg und Siegen nach Gießen angeboten, einzelne Umläufe verkehrten über Mönchengladbach hinaus bis nach Kaldenkirchen. Zumeist wurde hier mit Lokomotiven der Baureihe 110 und n-Wagen gefahren.
Ab 1998 lief der Zug dann als RE 9 von Krefeld über Neuss, Köln, Siegburg stündlich nach Siegen und zweistündlich weiter nach Gießen. Das Rollmaterial wurde vereinheitlicht und bestand fortan aus Wendezügen mit Lokomotiven der Baureihe 111 und je fünf Doppelstockwagen.
Der Rhein-Sieg-Express tauschte im Juni 2003 mit dem RE 7 (Rhein-Münsterland-Express) ab Köln den linksrheinischen Ast und fährt seither nach Aachen. Seit dem Fahrplanwechsel im Dezember 2009 wird nicht mehr in Eilendorf und Nothberg gehalten. Im Dezember 2010 wurde Porz als neuer Regelhalt hinzugefügt.
Der Rhein-Sieg-Express ist von Zweckverband Nahverkehr Rheinland, SPNV Rheinland-Pfalz Nord und Zweckverband Nahverkehr Westfalen-Lippe für eine Betriebsübernahme im Dezember 2010 ausgeschrieben worden. Angebote konnten bis zum 30. Januar 2008 abgegeben werden. Im April 2008 wurde bekanntgegeben, dass die DB Regio Rheinland (ehemals DB Heidekrautbahn), zu deren Gunsten die DB Regio NRW auf eine Teilnahme verzichtet hat, die Linie ab dem 12. Dezember 2010 für 15 Jahre betreiben wird. Dafür wurden insgesamt 15 Elektrotriebzüge vom Typ E-Talent 2 bestellt, die bei der DB als Baureihe 442 bezeichnet werden. Es handelt sich um drei dreiteilige, zehn vierteilige und zwei fünfteilige Einheiten. Da der Vertrag mit den Zweckverbänden in Nordrhein-Westfalen seitens des Rhein-Main-Verkehrsverbunds gekündigt wurde, endet der Rhein-Sieg-Express seit dem 12. Dezember 2010 grundsätzlich in Siegen. Der Abschnitt Siegen Hbf – Gießen wird seitdem komplett durch die Hessische Landesbahn bedient (RE 99). Wegen dieser Fahrplanänderungen konnten die lokbespannten Zuggarnituren mit alten Doppelstockwagen aufgrund ihrer eher mäßigen Beschleunigung einige Anschlüsse nun kaum noch einhalten, weshalb sie in der Übergangszeit bis zum Einsatz der neuen Elektrotriebzüge mit zwei Lokomotiven der Baureihe 111 eingesetzt wurden (Sandwich). Weil es bei der Auslieferung zu Verzögerungen kam, waren erst Ende April 2012 alle vorgesehenen Einheiten des neuen E-Talent 2 vom Eisenbahn-Bundesamt zugelassen.
Seit dem 10. Juni 2012 fahren die neuen Triebzüge der Baureihe 442 und lediglich zwei Umläufe werden noch mit einer Lok der Baureihe 111 und alten Doppelstockwagen gefahren. Auf einem Umlauf verkehren außerdem sechs neue vollklimatisierte Doppelstockwagen mit einer Lokomotive der Baureihe 120.2. Hierfür waren drei Maschinen dieser Baureihe mit den Ordnungsnummern 120 206, 207, 208 (ehemals 120 117, 136, 139) an DB Regio Rheinland abgegeben und im Bahnbetriebswerk Aachen Hbf beheimatet worden.
Zwischen dem 30. Juli und dem 4. August 2012 wurde die Baureihe 442 kurzfristig aufgrund technischer Probleme an den Türen aus dem Verkehr gezogen und durch lokbespannte Züge ersetzt. Laut Verkehrsverbund Rhein-Sieg (VRS) handelte es sich dabei um eine Vorsichtsmaßnahme, da die Schrauben an den Türen sich aufgrund eines mitdrehenden Gewindes nicht mehr richtig festziehen ließen. Nach eingehenden Untersuchungen durch DB Regio und Bombardier werden die Züge wieder eingesetzt.
Seit Dezember 2010 wird die Linie unter dem Kürzel RSX vermarktet. DB Regio Rheinland hat 55 Mitarbeiter für die Linie eingestellt.
Die DB Regio Rheinland GmbH wurde von der DB Regio AG in die DB Regio NRW GmbH aufgenommen, die seit August 2011 wieder Betreiberin der Linie war und im September 2012 auf die DB Regio AG verschmolzen wurde.
Mit der Umstellung auf Talent 2 auf den meisten Umläufen zum Fahrplanwechsel im Dezember 2012 war eine Verschlechterung der Kapazitätssituation in der Hauptverkehrszeit (HVZ) eingetreten, wo zuvor noch mehrere Züge mit Doppelstockwagen eingesetzt wurden. Dieser Verschlechterung wurde durch die zusätzliche Bereitstellung zweier Nahverkehrszüge (je einer zum Fahrplanwechsel 2012 und 2014) mit fünf Wagen und 440 Sitzplätzen entgegengewirkt.
Die beiden Verstärkerzüge wurden seit dem Betreiberwechsel im Dezember 2010 zwei Jahre lang mit drei bzw. vier Doppelstockwagen und einer Lok der DB-Baureihe 111 gefahren. Seit Dezember 2012 werden sie (wie auch schon vor 2010) wieder aus Lokomotiven der Baureihe 111 und fünf n-Wagen gebildet. Seit Sommer 2013 wird einer dieser Verstärkerzüge mit Talent 2 (Doppeltraktion) gefahren.
Seit dem Fahrplanwechsel im Dezember 2012 wird der bis dahin nur von den HVZ-Verstärkerzügen bediente Halt in Brachbach von allen Zügen der Linie planmäßig bedient, der bis dahin stets bediente Halt in Niederschelden hingegen nur noch von den HVZ-Verstärkerzügen.
Nachdem schon 2014 durch DB Regio zugesagt worden war, die Triebzüge vom Typ Talent 2 im Rahmen eines Ringtauschs teilweise gegen Doppelstockzüge zu tauschen, erfolgte dies tatsächlich ab Mitte April 2018. Diese Wendezüge, gebildet aus Doppelstockwagen und Loks der DB-Baureihe 146.0 wurden bis dato im Main-Neckar-Ried-Netz zwischen Frankfurt am Main und Mannheim, bzw. Heidelberg eingesetzt, wo sie durch neu entwickelte Doppelstocktriebzüge vom Typ Bombardier Twindexx Vario ersetzt wurden.
Die drei dreiteiligen Talent-2-Triebwagen wurden von April bis Dezember 2018 auf der S 7 der S-Bahn Mitteldeutschland zwischen Halle (Saale) Hbf und Halle-Nietleben eingesetzt. Seit Dezember 2018 verkehren sie unter der Bezeichnung ÜFEX (Überregionaler Flughafenexpress) zwischen Regensburg Hauptbahnhof und München Flughafen. Zwei vierteilige Triebwagen wurden in das Mittelhessen-Express-Netz verschoben.
Seit Oktober 2018 werden keine Lokomotiven der Baureihe 120.2 mehr im Rhein-Sieg-Express eingesetzt. Mittlerweile sind 146 001–006 bei DB Regio in Aachen für den regulären Betrieb auf dem Rhein-Sieg-Express eingetroffen. Zwischenzeitlich waren 146 004 und 146 006 mit Lokomotiven der Baureihe 120.2 in Sandwichtraktion unterwegs.
Seit Mitte Juni 2019 sind alle Umläufe mit vollklimatisiertem Wagenmaterial unterwegs. Im Detail sind das vier lokbespannte Umläufe mit Doppelstockwagen und der Baureihe 146.0 sowie vier weitere Umläufe mit Talent-2-Triebzügen (davon zwei Umläufe für die Verstärkerfahrten zwischen Siegen und Köln). Das Instandhaltungswerk der DB AG (Standort Aachen) wird Lokomotiven der Baureihe 111 als Ersatzlokomotiven bzw. als Einsatzreserve für den RE 9 (Rhein-Sieg-Express) und RE 2 (Rhein-Haardt-Express) weiterhin beheimaten und bei Ausfall der BR 146.0 bzw. 146.1 einsetzen. Dies sind die vier Maschinen 111 093, 111 118, 111 191 und 111 197, die überwiegend auf dem RE 4 (Wupper-Express) zum Einsatz kamen und aufgrund der Betriebsübernahme an den britischen Betreiber National Express Rail freigesetzt worden sind.

## Zuglauf

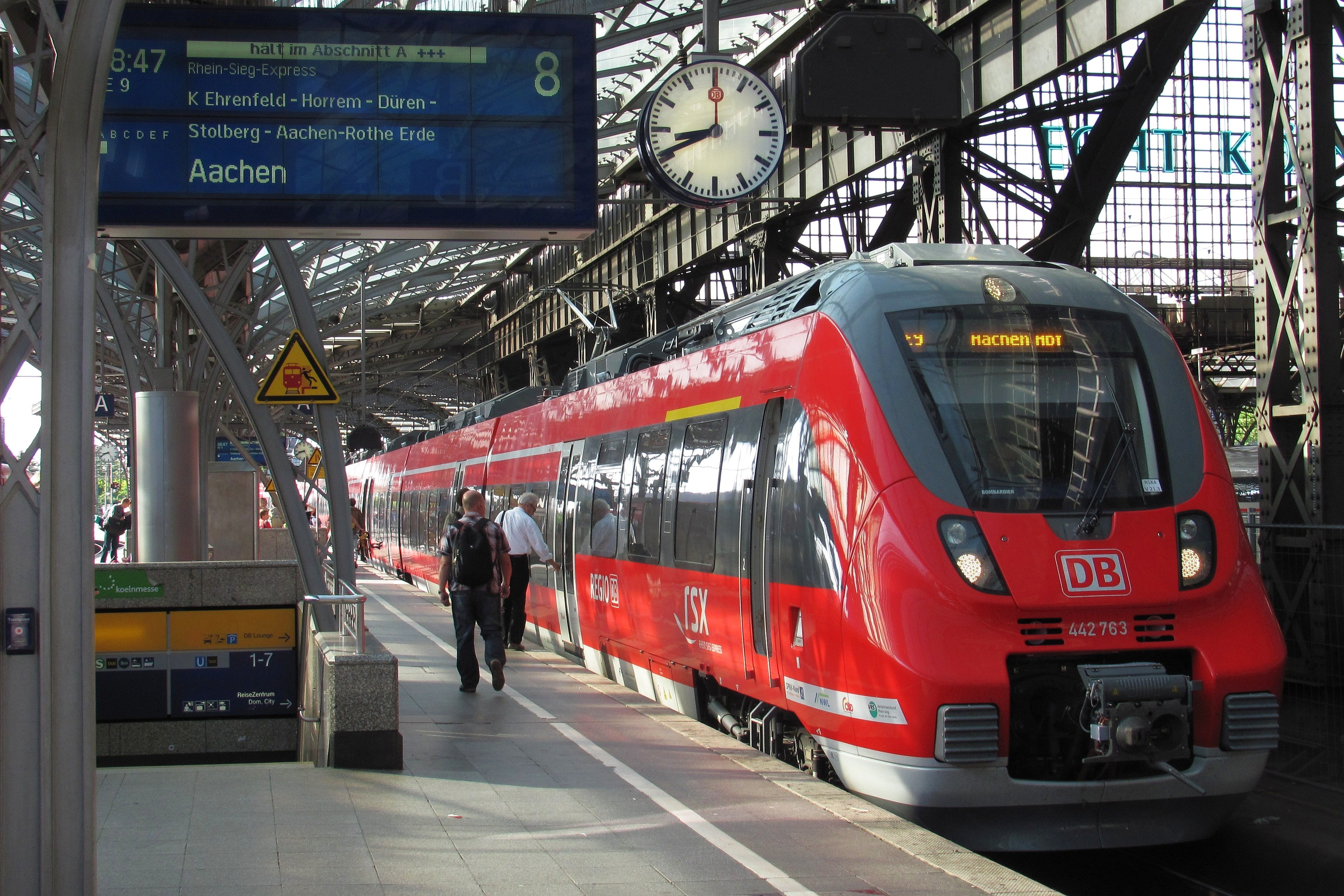
Talent-2-Triebzug des RSX in Köln Hbf

Der Zug fährt im Stundentakt von Aachen Hauptbahnhof über die Schnellfahrstrecke Köln–Aachen nach Köln Hauptbahnhof. Dieses Teilstück wird auch vom NRW-Express (RE 1) mit identischen Regelhalten bedient, beide Linien verdichten sich zu einem angenäherten Halbstundentakt.
Ab Köln folgt der Rhein-Sieg-Express der Siegstrecke entlang der Sieg bis nach Siegen Hauptbahnhof. In Siegen besteht Anschluss an den Main-Sieg-Express (RE 99) Richtung Gießen und Frankfurt (Main) und die Sieg-Dill-Bahn (RB 95). Darüber hinaus existiert ein Anschluss an die Rothaarbahn (RB 93) nach Bad Berleburg und an den Dortmund-Siegerland-Express (RE 34) nach Dortmund Hauptbahnhof. Weitere wichtige Anschlüsse bestehen in Betzdorf zur Hellertalbahn (RB 96) sowie zur Daadetalbahn (RB 97). Zuvor kann in Au (Sieg) zur Westerwald-Sieg-Bahn (RB 90) umgestiegen werden.
Der Rhein-Sieg-Express wird auf der Siegstrecke zur Hauptverkehrszeit verstärkt, morgens fahren zwei zusätzliche Züge Richtung Köln, nachmittags fahren zwei Verstärkerzüge in Richtung Siegen. Diese bedienen zwischen Au (Sieg) und Siegen auch die Zwischenhalte in Etzbach, Niederhövels, Scheuerfeld (Sieg) sowie Niederschelden. Auf dem Gebiet des VRS zwischen Köln und Au sind Dattenfeld und Rosbach die zusätzlichen Halte.
Zum Fahrplanwechsel im Dezember 2017 befährt ein weiterer Umlauf des RSX am Wochenende nachts die Siegstrecke zwischen Siegen und Au (Sieg). Der Zug verlässt Siegen um 1:40 Uhr und hat um 2:30 Uhr in Au (Sieg) Anschluss an die S 19 nach Köln. In der Gegenrichtung erreicht die S 19 Au (Sieg) um 2:51 Uhr, die Weiterfahrt mit dem RSX nach Siegen erfolgt um 3:01 Uhr. Somit ist künftig auch der Abschnitt zwischen Au (Sieg) und Siegen bis 3 Uhr nachts an den ÖPNV angebunden. Bis auf Freusburg Siedlung, Mudersbach und Niederschelden Nord werden alle Stationen bedient.

## Zukunft
Zum Betriebsstart im Dezember 2025 wird der Betrieb des Rhein-Sieg-Express neu ausgeschrieben. Durch die Bahnsteiglängen und die geforderten Kapazitäten wird davon ausgegangen, dass nur doppelstöckige Fahrzeuge zum Einsatz kommen können. Dabei können auch Gebrauchtfahrzeuge eingesetzt werden. Es ist eine Vertragslaufzeit von fünf Jahren mit drei jährlichen Verlängerungsoptionen vorgesehen.
Um das Jahr 2030 soll für den Rhein-Ruhr-Express eine zweite Tranche Fahrzeuge bestellt werden, wobei auch die Linie RE 9 mit diesen Fahrzeugen bestückt wird. Das auszuschreibende Fahrzeugmodell soll in seinen Spezifikationen weitgehend den heute auf dem Rhein-Ruhr-Express eingesetzten Fahrzeugen entsprechen. Es sind vierteilige Elektrotriebzüge vorgesehen, die in Doppeltraktion mindestens 720 Sitzplätze besitzen. Das ursprünglich vorgesehene Fahrplankonzept ging von einer Flügelung beider Triebzüge in Eitorf aus, wobei die beiden Zugteile Richtung Siegen mit unterschiedlichen Haltekonzeptionen verkehren sollten. Der erste Zugteil sollte mit geringerer Halteanzahl weiterfahren und durch eine frühere Ankunft in Siegen die Umsteigezeiten verlängern. Der zweite Zugteil sollte mit Halt an allen Stationen bis Kreuztal fahren.
In weiteren Untersuchungen hat sich ergeben, dass sich das geplante Flügelzugkonzept nicht umsetzen lässt. So ist der Bahnhof Eitorf mit seinen beiden Gleisen zur vollen Stunde für längere Zeit durch den Flügelvorgang von Zügen beider Richtungen vollständig blockiert. Bei der aktuellen Infrastruktur besteht keine Ausweich- oder Überholmöglichkeit. Die bauliche Realisierung einer Ausweichmöglichkeit lässt sich durch bestehende andere Bauwerke nicht zeitgerecht umsetzen. In Rheinland-Pfalz sind viele Bahnsteige für die neuen Fahrzeuge zu niedrig und lassen sich nicht fristgerecht erhöhen. Außerdem wird die Kapazität von etwa 360 Sitzplätzen für den schnellen Zugteil als zu niedrig angesehen.
Daher sollen die Fahrten in Doppeltraktion ohne Flügelung durchgeführt werden. Es ist vorgesehen vier Halte auf dem Laufweg zwischen Köln und Siegen zu streichen, um eine frühere Ankunft in Siegen zu ermöglichen. Mit dem RMV sollen Verhandlungen aufgenommen werden, um die zweistündlichen Fahrten der RE 99 Siegen – Gießen wieder in die Linie RE 9 zu integrieren und so eine zweistündliche durchgehende Fahrt ohne Umstieg zwischen Gießen und Köln zu erreichen. Die Zwischenstationen des geplanten langsamen Zugteils sollen durch eine zusätzliche RB-Linie Au – Kreuztal bedient werden.
Im Rahmen des Rhein-Ruhr-Expresses bestehen Überlegungen, neben dem Rhein-Sieg-Express eine zusätzliche Expresslinie von Siegen über Köln/Bonn Flughafen nach Düsseldorf zu führen. Der Zielfahrplan des zweiten Gutachterentwurfes zum Deutschland-Takt sieht in seinen Linientaktgrafiken vor, dass der Rhein-Sieg-Express zukünftig nur noch zwischen Siegen und Köln verkehrt. Der weitere Abschnitt nach Aachen geht auf eine andere Linie aus Richtung Dortmund über.

## Tarife
Entlang der Strecke des Rhein-Sieg-Express gelten die Tarife folgender Verkehrsverbünde:
- Aachener Verkehrsverbund Aachen – Düren
- Verkehrsverbund Rhein-Sieg Horrem – Au (Sieg)
- Verkehrsverbund Rhein-Mosel Etzbach – Niederschelden
- Verkehrsgemeinschaft Westfalen-Süd Niederschelden Nord – Siegen

Im Bereich der Strecke, welcher im Landkreis Altenkirchen (Westerwald) verläuft (Etzbach – Niederschelden), gilt der Tarif des VRM, jedoch sind Fahrscheine des VRS ebenfalls gültig, sofern der Start/Zielbahnhof der Fahrt im VRS Gebiet liegt. Der Tarif der VGWS ist ebenfalls auf dem im Landkreis Altenkirchen verlaufenden Streckenabschnitt zwischen Niederschelden und Wissen (Sieg) gültig, sofern der Start/Zielbahnhof im Verbundgebiet der VGWS liegt. Aus diesem Grund gelten das NRW-Ticket und das Schöne-Fahrt-NRW-Ticket auch auf dem Streckenabschnitt im Landkreis Altenkirchen. Für die Rheinland-Pfalz-Tickets gilt eine Übergangsregelung, durch welche mit diesen Tickets bis Au(Sieg) und Siegen gefahren werden darf.
Das Nordrhein-Westfalen-Ticket sowie das Schöne-Fahrt-NRW-Ticket gelten auf der gesamten Strecke zwischen Aachen und Siegen, ebenso das Quer-durchs-Land-Ticket. Die Ländertickets für Rheinland-Pfalz, das Rheinland-Pfalz-Ticket sowie das Rheinland-Pfalz-Ticket+Luxemburg gelten zwischen Au (Sieg) und Siegen.

## Zuverlässigkeit
Die durchschnittliche Verspätung der Züge des Rhein-Sieg-Express lag im Jahr 2017 bei etwa 2,4 Minuten pro Fahrt und hat sich damit fortlaufend verschlechtert (2015: 2,0 Minuten pro Fahrt; Pünktlichkeitsquote 79,4 %; 2014: 1,4 Minuten, pünktlichste Regional-Express-Linie 2014 im Gebiet des Zweckverbandes Nahverkehr Rheinland.)